# Ograzhden (bjerg)
Ograzhden er et bjerg der deles af den  sydøstlige del af  Nordmakedonien og det sydvestlige Bulgarien, en del af bjergkæderne Belasitsa og Osogovo. Det ligger nord for Belasitsa, nordøst for den makedonske by Strumitsa og nordvest for den bulgarske by Petrich. Bjergets højeste top ligger i Nordmakedonien, Ograzhdenets (Огражденец) på 1.744 moh., mens den højeste i Bulgarien er Bilska Chuka (Билска чука) ved 1.644 moh. Navnet Ograzhden udtales [ˈɔɡraʒdɛn]  på makedonsk, og [oˈɡraʒdɛn] ) på bulgarsk; i begge staves det Огражден.
Ograzhden Cove i Livingston Island i Sydshetlandsøerne, Antarktis er opkaldt efter Ograzhden.
- Peak Bilska Chuka i Ograzhden
- Churilovo Kloster i Ograzhden

41°31′15″N 22°52′40″Ø / 41.52083°N 22.87778°Ø